# St. Valentin (Straßgiech)

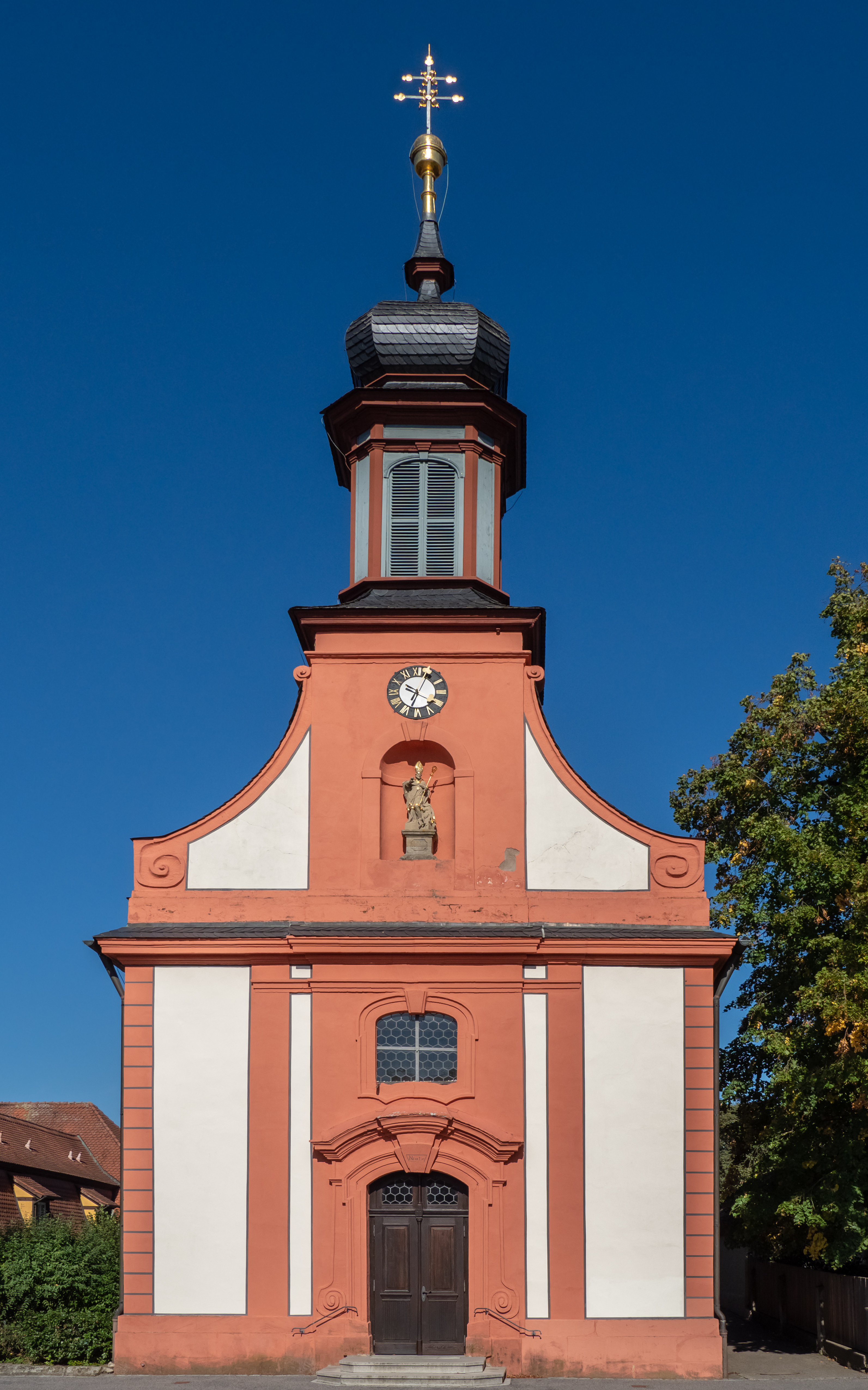
St. Valentin in Straßgiech

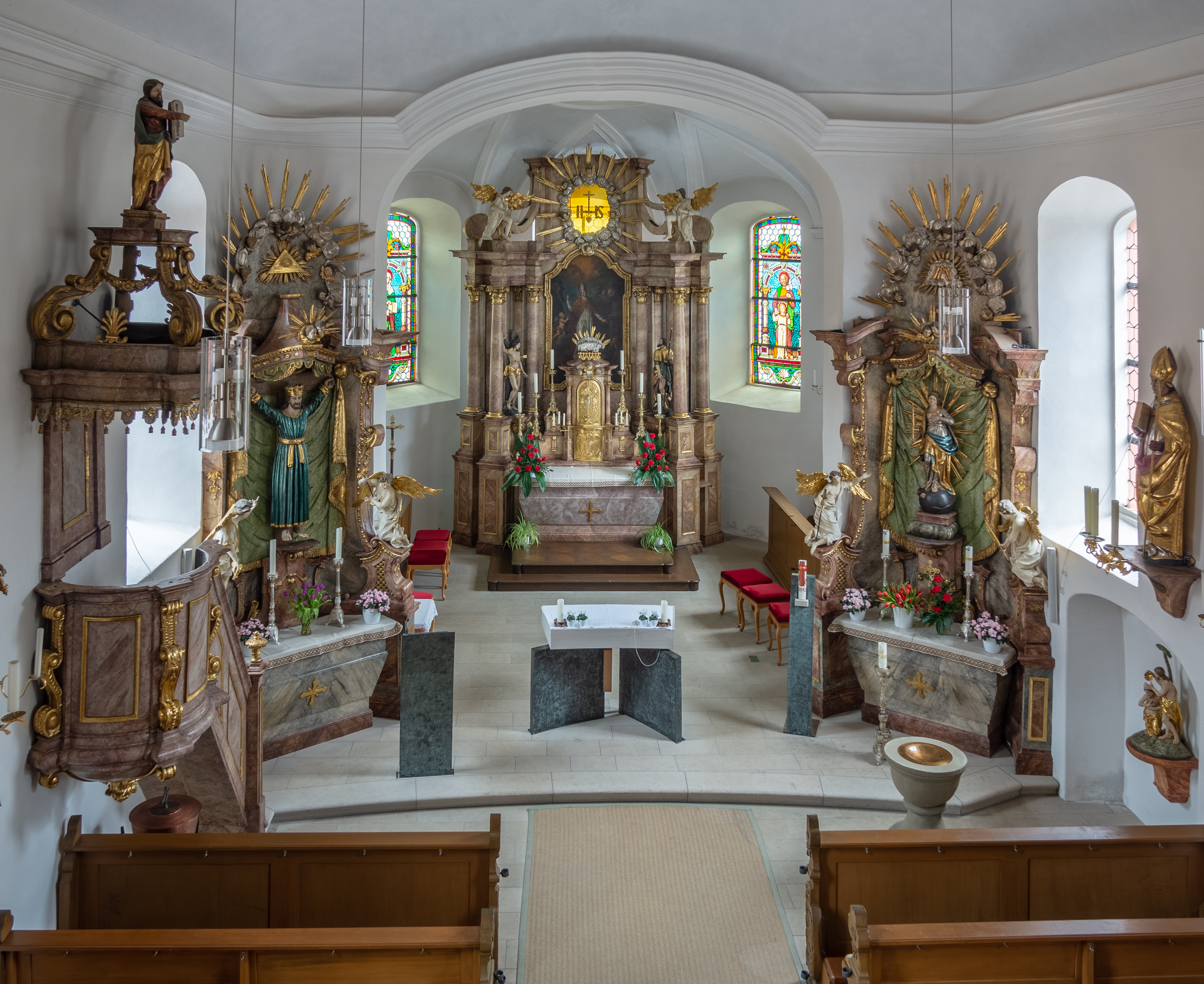
Altarraum

Die römisch-katholische Pfarrkirche St. Valentin steht in Straßgiech, einem Gemeindeteil der Stadt Scheßlitz im oberfränkischen Landkreis Bamberg (Bayern). Die denkmalgeschützte Kirche wurde 1686 errichtet. Die Pfarrei gehört zum Seelsorgebereich Gügel im Dekanat Bamberg des Erzbistums Bamberg.

## Beschreibung
Die 1686 gebaute Saalkirche wurde 1737/38 nach einem Entwurf von Johann Jakob Michael Küchel verändert. Sie besteht aus einem Langhaus, einem eingezogenen, dreiseitig geschlossenen Chor im Osten und einem Dachturm, der sich über der Fassade im Westen erhebt. In einer Nische im Giebel der Fassade steht eine Statue des heiligen Valentin. Der Innenraum des Chors ist mit einem Stichkappengewölbe überspannt, der des Langhauses mit einem Spiegelgewölbe, das mit Stuck von Franz Joseph Vogel gerahmt ist. Zur Kirchenausstattung gehört der 1741/42 gebaute Hochaltar. Die Pfarrei Giech wurde schließlich im Jahre 1791 errichtet. 